# Coupe d'Angleterre de football
La Coupe d'Angleterre de football, officiellement Football Association Challenge Cup ou The Emirates FA Cup, est une compétition de football à élimination directe, fondée en 1871.
La FA Cup est la doyenne des compétitions de football dans le monde. Elle est disputée par les clubs anglais appartenant à une élite élargie et les clubs gallois évoluant en Premier League. Jusqu'en 2024, une particularité de la FA Cup était qu'en cas d'égalité à la fin du temps réglementaire, le match était rejoué, sauf à partir des huitièmes de finale.
Le vainqueur de la compétition dispute le Community Shield contre le vainqueur du Championnat d'Angleterre et obtient sa qualification pour l'édition suivante de la Ligue Europa.

## Histoire

### La création de laCup

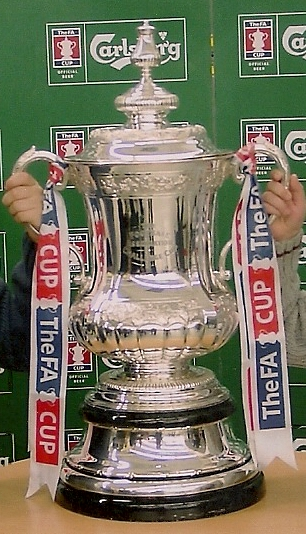
Trophée de la Coupe d'Angleterre

Le 20 juillet 1871, dans les bureaux du journal The Sportsman, Charles Alcock propose au Comité de la Football Association la création d'une compétition opposant tous les membres de l'association, une Challenge Cup. Les autres membres du comité présents sont Alfred Stair (Trésorier de la FA) (Upton Park FC), Charles W. Stephenson (Westminster School), J.H. Gifford (Civil Service FC), D. Allport (Crystal Palace), Morton Betts (Harrow School) et le Capitaine Francis Marindin (Royal Engineers Association Football Club). La proposition est adoptée et la compétition inaugurale débute en novembre 1871. Seuls 15 clubs de la FA sur 50 acceptent d'y participer. En finale, Wanderers, un club composé d'élèves d'écoles privées de Londres, l'emporte sur Royal Engineers,.
Alors que les premières éditions sont remportées par des équipes amateur du sud de l'Angleterre, composées essentiellement d'étudiants privilégiés (Wanderers remporte notamment cinq de ses sept premières éditions), la victoire en 1883 de Blackburn Olympic, un club d'ouvriers, sur Old Etonians marque le basculement du football anglais vers le professionnalisme qui s'impose progressivement dans le nord du pays.
Avec l'avènement des clubs professionnels, les clubs amateurs disparaissent peu à peu de la compétition et créent une compétition en 1893 sous l’égide de la FA une compétition sur un format similaire, la Coupe d'Angleterre amateur. Les principaux clubs de football de l'époque fondent la Football League en 1888, et depuis lors, seul un club de Non-league football a gagné la compétition : Tottenham Hotspur, évoluant alors en Southern Football League, bat Sheffield United lors de la finale de 1901. Une année plus tard, Sheffield United accède à nouveau à la finale et gagne le trophée, qui reste ensuite entre les mains de clubs du nord et du centre de l'Angleterre jusqu'à ce que Tottenham la regagne en 1921. En 1927, Cardiff City, un club qui participe aux compétitions du football anglais bien qu'il soit basé au pays de Galles, devient le premier, et le seul, club non-anglais à gagner la FA Cup. Le club écossais Queen's Park avait précédemment atteint la finale de la compétition à deux reprises, sans la gagner, dans les années 1880.
Le tournoi devient un évènement national et même européen, dont la finale attire bientôt plus de 100 000 spectateurs, a fortiori après l'inauguration du Stade de Wembley en 1923. La compétition se tient chaque année, à l'exception des périodes de guerre (l'édition 1914-1915 a pu aller à son terme, celle de la saison 1939-1940 a été arrêtée durant la phase de qualification).
Newcastle United marque la compétition dans les années 1950 en remportant le trophée trois fois en cinq ans, une performance imitée dans les années 1960 par Tottenham Hotspur, avec trois victoires en sept saisons. Cela a marqué le début d'une période faste pour les clubs basés à Londres, qui gagnent onze fois la compétition en 22 ans.
Des équipes de deuxième division, nommée à l'époque Second division, connaissent un succès étonnant dans la compétition entre 1973 et 1980. Sunderland gagne l'édition de 1973, suivi de Southampton en 1976 et West Ham United en  1980 - la dernière victoire en date d'un club n'évoluant pas dans l'élite,.
La compétition conserve son prestige populaire jusqu'aux années 1980. Les années 1990, sur fond d'explosion médiatique de la Premier League, semblent lui faire du tort. Depuis le succès de Wimbledon en 1988, les clubs surnommés "Big Four", Manchester United, Liverpool, Arsenal et Chelsea, la remporte 19 fois en 23 saisons. Chelsea gagne notamment six des dix dernières finales jouées à Wembley.
L'édition 1999-2000 semble marquer un tournant : l'organisation du tournoi est chamboulée par les autres compétitions, Manchester United, tenant du titre, déclare forfait pour participer au premier Championnat du monde des clubs au Brésil, et la finale est la dernière à se disputer dans le vieux stade de Wembley, démoli peu après. La finale de la compétition est délocalisée pendant six années à Cardiff, au Pays de Galles. Pourtant le milieu des années 2000 voit la compétition retrouver son lustre d'antan, notamment après la dramatique finale de 2005.

## Organisation

### Déroulement de la compétition
La Coupe d'Angleterre est un tournoi à élimination directe, dont chaque match est déterminé par tirage au sort (il n'y a pas de système de tête de série, comme les compétitions de tennis par exemple). Chaque tour se joue sur un match simple, sur le terrain de l'équipe désignée par le tirage au sort. Jusqu'en 2024, en cas d'égalité à l'issue du temps réglementaire, le match est rejoué sur le terrain de l'équipe s'étant déplacée la première fois (replay). Un nouveau match nul donne cette fois lieu à une prolongation et, le cas échéant, à des tirs au but. Depuis 2024, les replays ont été abandonnés au profit d'un système classique de prolongations et tirs au but.
Jusque dans les années 1990, il n'y avait pas de prolongation et de tirs au but, et les replays pouvaient se répéter plusieurs fois. En 1975, le club de Fulham FC dispute douze matchs en six tours, avant d'atteindre la finale, ce qui reste un record en la matière. Traditionnellement, les matchs de replay se jouaient quelques jours seulement après le précédent, mais à partir de 1991-1992, un délai minimum de dix jours a été institué, à la demande de la police. Cette décision est allée de pair avec l'instigation des tirs au but au bout du premier replay, pour ne pas engendrer de trop grands retards dans le calendrier. La première séance de tirs au but organisée dans le cadre de la compétition oppose le 26 novembre 1991 Rotherham United à Scunthorpe United. En 1999, le replay est abandonné à partir des demi-finales ; la dernière finale ayant connu un replay reste par conséquent celle remportée en 1993 par Arsenal face à Sheffield Wednesday.
La compétition compte aujourd'hui quatorze tours, dont six sont « préliminaires ». Ces derniers sont régionalisés pour réduire les coûts de transports pour les clubs les plus modestes. Le tournoi débute dès le mois d'août. Les clubs de Conference Premier (D5) sont intégrés au 4e tour de qualification. Les 32 équipes sorties indemnes des tours préliminaires sont qualifiées pour le 1er tour (First Round Proper), généralement organisé mi-novembre, où ils affrontent les 48 clubs de League One (D3) et League Two (D4). Les équipes de Premier League et du Football League Championship, les deux plus hautes divisions, sont intégrées au 3e tour (Third Round Proper), début janvier, après lequel il reste 64 équipes en course. Le 6e tour (The Sixth Round Proper), début mars, correspond aux quarts de finale.
La finale est généralement organisée en mai, la semaine suivant la dernière journée de Premier League. Quelques années ont fait exception, notamment en 1999-2000, quand le calendrier de la Coupe a été avancé de plusieurs semaines en expérimentation, puis en 2011 et 2013 quand il a fallu avancer la finale pour permettre au stade de Wembley d'accueillir la finale de la Ligue des champions.

### Équipes participantes
Contrairement à la Coupe de France largement ouverte aux clubs amateurs (plus de 6 000 clubs y prennent part), la FA Cup est réservée à une élite élargie (660 clubs en 2004-2005 et 736 clubs pour l'édition 2014-2015).
Les clubs participants à la Premier League et à la Football League sont automatiquement qualifiés pour la compétition. Les équipes non-leagues (non professionnelles et évoluant donc entre la cinquième et la dixième division anglaise) doivent passer par une série de tours préliminaires. La compétition proprement dite débute avec l'entrée en lice des clubs de la troisième et quatrième division lors du premier tour. Les clubs de l'élite (Premier League) et de seconde division (Football League) débutent la compétition en 32e de finale, appelé troisième tour.

### Qualification européenne
Le vainqueur de la compétition est qualifié pour l'édition suivante de la Ligue Europa (ancienne « Coupe UEFA »), organisée par l'UEFA, au niveau de la phase de groupes. Jusqu'en 1998, le vainqueur participait à la Coupe d'Europe des vainqueurs de coupe de football, depuis disparue. Cette qualification est valide même si le club n'évolue pas la saison suivante en Premier League (en cas de relégation notamment).
Si le club vainqueur s'est également qualifié pour la Ligue des champions grâce au championnat, la place en Ligue Europa est jusqu'en 2014 proposée à l'autre finaliste, qui doit dans ce cas passer par le tour préliminaire de la compétition européenne. À partir de la saison 2015-2016, l'UEFA décide que dans ce type de cas, la qualification ira dorénavant au club le mieux classé en championnat.
Le vainqueur de la FA Cup dispute également le FA Community Shield, un match de gala (souvent qualifié de « Supercoupe » dans les autres pays) contre le champion d'Angleterre en titre (ou son dauphin, en cas de doublé coupe-championnat).

## Les stades des demi-finales et de la finale

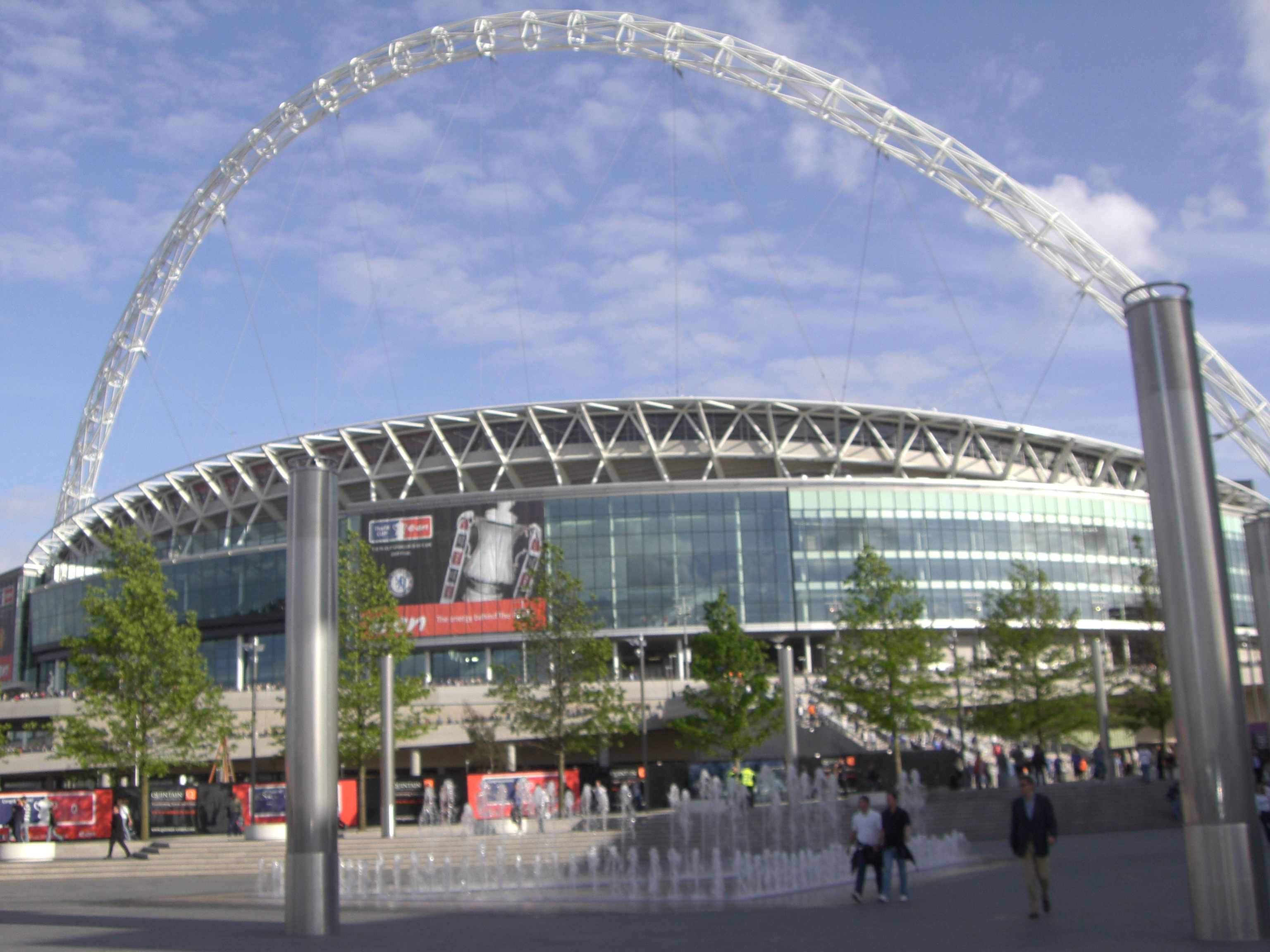
Depuis 2007 la finale de la FA Cup se déroule au stade de Wembley, tout comme les demi-finales depuis 2008.

Les matches de la Coupe d'Angleterre se déroulent habituellement dans le stade d'une des deux équipes concernées par le match. Les équipes qui jouent "à domicile" sont déterminées par tirage au sort. C'est l'équipe qui est tirée au sort en premier qui est l'hôte du match. Occasionnellement les matchs peuvent se dérouler dans d'autres stades, pour des raisons de sécurité ou parce que le terrain n'est pas en état de recevoir l'équipe adverse. Les demi-finales se jouent sur terrain neutre. Depuis 2008, elles se jouent au stade de Wembley, afin de le rentabiliser. Auparavant, on choisissait des stades à grande capacité à mi-chemin entre les villes des deux équipes, à des fins d'équité.
Quant à la finale, elle se dispute aussi à Londres. Elle est organisée à partir de 1923 dans le premier stade de Wembley, tout juste inauguré et, depuis 2007, dans le nouveau Wembley. Pendant les travaux de construction, de 2001 à 2006, les finales se sont déroulées au Millennium Stadium de Cardiff.
La toute première finale de la compétition s'est déroulée en 1872 au Kennington Oval de Londres. Elle s'y déroule aussi de 1874 à 1892. De 1895 à 1914, la finale se déplace au Crystal Palace National Sports Centre. D'autres stades ont ensuite été le théâtre de la finale, de façon ponctuelle : le Racecourse Ground à Derby en 1886, Fallowfield Stadium à Manchester en 1893, Goodison Park à Liverpool en 1894, Burnden Park à Bolton pour le match d'appui de 1901, Bramall Lane à Sheffield pour celui de 1912, Stamford Bridge à Fulham de 1920 à 1922 et Lillie Bridge Grounds en 1973. Plus récemment, le match d'appui de la finale de 1970 entre Leeds et Chelsea s'est jouée à Old Trafford à Manchester. C'est d'ailleurs la seule et unique fois où la finale se déroule hors de Wembley entre 1923 et 2000.

## Vainqueurs et finalistes

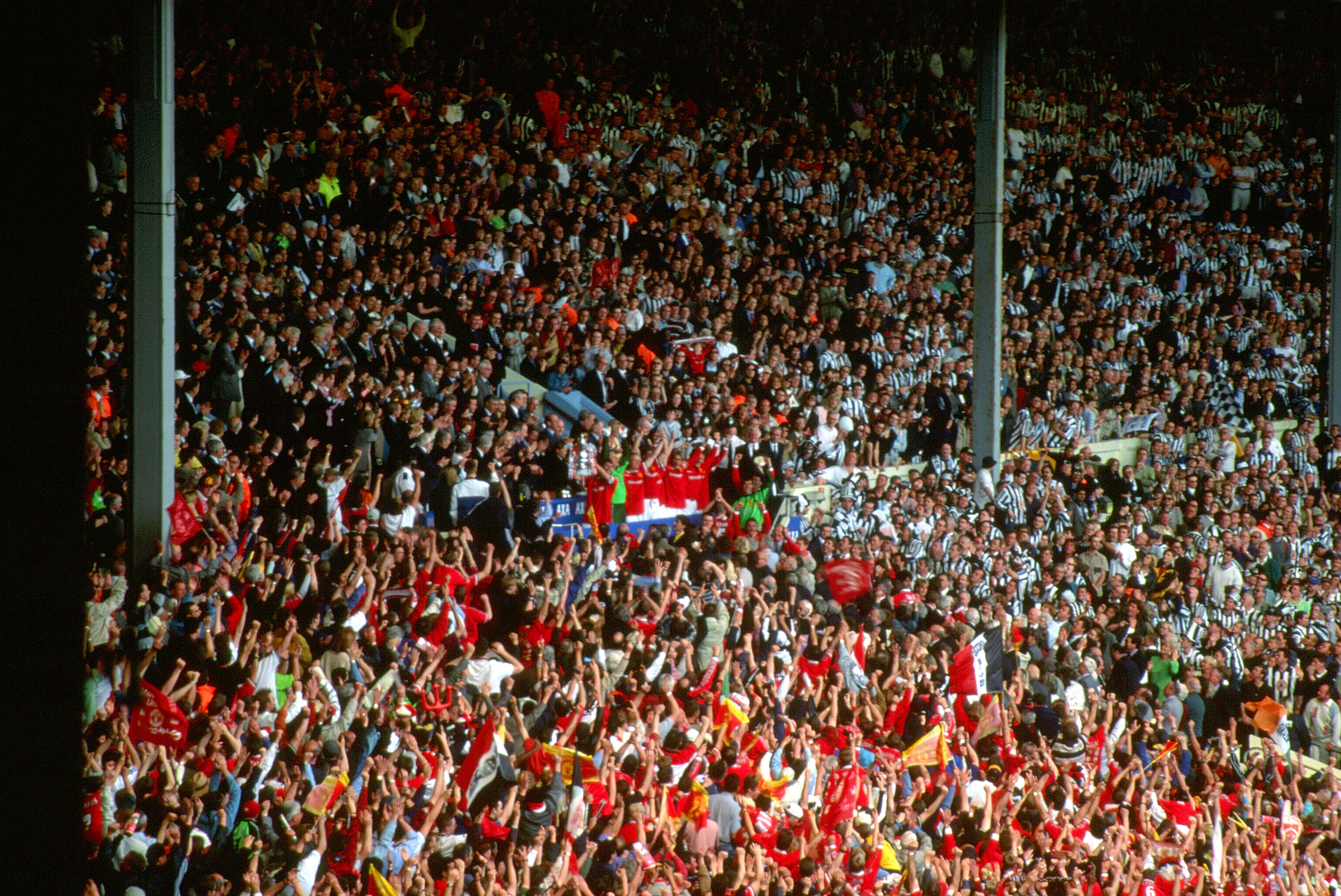
Levée du trophée par les joueurs de Manchester United en 1999.

Le record de victoires en Coupe d'Angleterre est détenu par Arsenal avec quatorze trophées. Les deux géants anglais que sont Arsenal et Manchester United ont chacun réussi le doublé FA Cup-Championnat à trois reprises : en 1971, 1998 et 2002 pour Arsenal, en 1994, 1996 et 1999 pour Manchester United. Cinq autres clubs ont réussi cet exploit dans leur histoire : Preston North End FC, le premier, en 1889, puis Aston Villa en 1897, Tottenham Hotspur en 1961, Liverpool FC en 1986 et Chelsea en 2010. En 2019, Manchester City devient le premier club à réussir le triplé, ajoutant à ce doublé sa victoire en Coupe de la Ligue.
En 1993, Arsenal devient le premier club à gagner la FA Cup et la League Cup la même saison, en battant Sheffield Wednesday lors des deux finales, sur le même score (2-1). Liverpool (2001 et 2022) et Chelsea (2007) sont eux aussi parvenu à reproduire cet exploit. .
En 1999, Manchester United réalise un triplé unique en remportant la Ligue des champions, le championnat d'Angleterre et la Cup. Deux années plus tard, lors de la saison 2000-2001, Liverpool remporte aussi un triplé avec des succès en FA Cup, League Cup et Coupe de l'UEFA. En 2012, Chelsea réalise un différent type de doublé en remportant la Ligue des champions et la FA Cup.
Trois clubs ont réussi l'exploit de remporter, deux fois dans leur histoire, au moins deux trophées consécutifs : Wanderers (en 1872, 1873 et 1876, 1877, 1878), Blackburn Rovers (en 1884, 1885, 1886 et 1890, 1891) et Tottenham Hotspur (en 1961, 1962 et 1981, 1982). Portsmouth est le club qui a conservé le trophée le plus longtemps, mais il le doit aux caprices de l'histoire. Ayant gagné la finale de 1939, les finales suivantes n'ont pas été disputées jusqu'en 1946 à cause de la Seconde Guerre mondiale, et Portsmouth a ainsi été le champion en titre pendant sept années de suite.

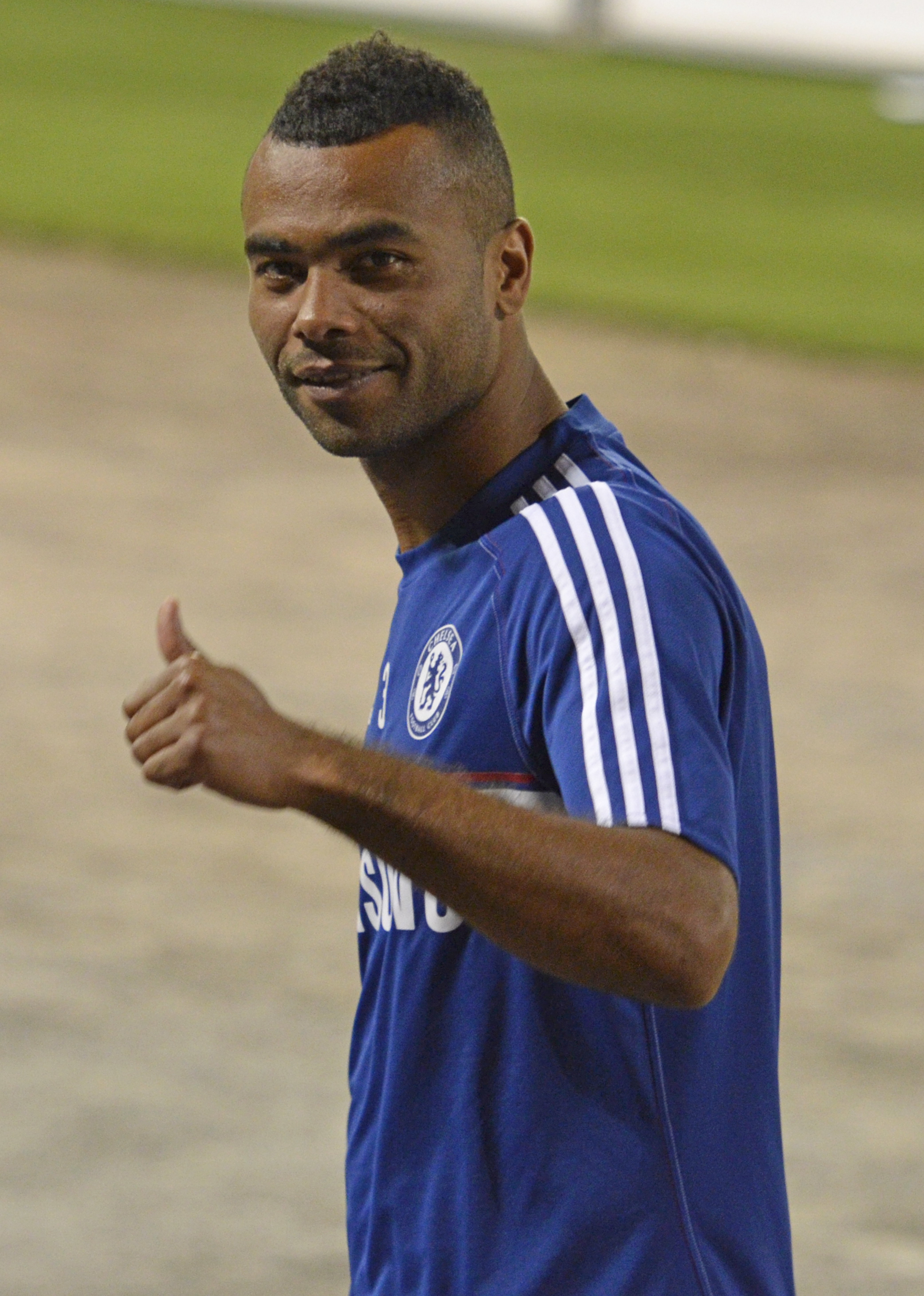
Ashley Cole en 2013.

La FA Cup n'a été remportée qu'une seule fois par un club non-anglais : Cardiff City, basé au pays de Galles, a battu Arsenal en finale en 1927. Ils sont précédemment parvenus à accéder en finale en 1925 mais ont perdu face à Sheffield United. Plus récemment, en 2008, ils ont atteint une 3e finale mais se sont inclinés face à Portsmouth. Cardiff City est aussi le seul club à avoir gagné une coupe nationale dans deux pays différents durant la même saison, ayant aussi remporté la Coupe du pays de Galles en 1927. L'équipe écossaise de Queen's Park est la seule autre à avoir atteint une finale de FA Cup, en 1884 et en 1885, mais n'a jamais remporté la compétition.
Concernant les joueurs, Ashley Cole détient le record de victoires pour un joueur dans l'épreuve avec sept trophées : trois sous le maillot d'Arsenal (2002, 2003 et 2005) et quatre avec Chelsea (2007, 2009, 2010 et 2012).

## Palmarès
| Rang | Clubs                   | Titres (éditions)                                                                       | Finales perdues (éditions)                               | Finales disputées |
| ---- | ----------------------- | --------------------------------------------------------------------------------------- | -------------------------------------------------------- | ----------------- |
| 1    | Arsenal FC              | 14 (1930, 1936, 1950, 1971, 1979, 1993, 1998, 2002, 2003, 2005, 2014, 2015, 2017, 2020) | 7 (1927, 1932, 1952, 1972, 1978, 1980, 2001)             | 21                |
| 2    | Manchester United       | 13 (1909, 1948, 1963, 1977, 1983, 1985, 1990, 1994, 1996, 1999, 2004, 2016, 2024)       | 9 (1957, 1958, 1976, 1979, 1995, 2005, 2007, 2018, 2023) | 22                |
| 3    | Chelsea FC              | 8 (1970, 1997, 2000, 2007, 2009, 2010, 2012, 2018)                                      | 8 (1915, 1967, 1994, 2002, 2017, 2020, 2021, 2022)       | 16                |
| 4    | Liverpool FC            | 8 (1965, 1974, 1986, 1989, 1992, 2001, 2006, 2022)                                      | 7 (1914, 1950, 1971, 1977, 1988, 1996, 2012)             | 15                |
| 5    | Tottenham Hotspur       | 8 (1901, 1921, 1961, 1962, 1967, 1981, 1982, 1991)                                      | 1 (1987)                                                 | 9                 |
| 6    | Manchester City         | 7 (1904, 1934, 1956, 1969, 2011, 2019, 2023)                                            | 7 (1926, 1933, 1955, 1981, 2013, 2024, 2025)             | 14                |
| 7    | Aston Villa             | 7 (1887, 1895, 1897, 1905, 1913, 1920, 1957)                                            | 4 (1892, 1924, 2000, 2015)                               | 11                |
| 8    | Newcastle United        | 6 (1910, 1924, 1932, 1951, 1952, 1955)                                                  | 7 (1905, 1906, 1908, 1911, 1974, 1998, 1999)             | 13                |
| 9    | Blackburn Rovers        | 6 (1884, 1885, 1886, 1890, 1891, 1928)                                                  | 2 (1882, 1960)                                           | 8                 |
| 10   | Everton FC              | 5 (1906, 1933, 1966, 1984, 1995)                                                        | 8 (1893, 1897, 1907, 1968, 1985, 1986, 1989, 2009)       | 13                |
| 11   | West Bromwich Albion    | 5 (1888, 1892, 1931, 1954, 1968)                                                        | 5 (1886, 1887, 1895, 1912, 1935)                         | 10                |
| 12   | Wanderers FC            | 5 (1872, 1873, 1876, 1877, 1878)                                                        | 0                                                        | 5                 |
| 13   | Wolverhampton Wanderers | 4 (1893, 1908, 1949, 1960)                                                              | 4 (1889, 1896, 1921, 1939)                               | 8                 |
| 14   | Bolton Wanderers        | 4 (1923, 1926, 1929, 1958)                                                              | 3 (1894, 1904, 1953)                                     | 7                 |
| 15   | Sheffield United        | 4 (1899, 1902, 1915, 1925)                                                              | 2 (1901, 1936)                                           | 6                 |
| 16   | Sheffield Wednesday     | 3 (1896, 1907, 1935)                                                                    | 3 (1890, 1966, 1993)                                     | 6                 |
| 17   | West Ham United         | 3 (1964, 1975, 1980)                                                                    | 2 (1923, 2006)                                           | 5                 |
| 18   | Preston North End       | 2 (1889, 1938)                                                                          | 5 (1888, 1922, 1937, 1954, 1964)                         | 7                 |
| 19   | Old Etonians            | 2 (1879, 1882)                                                                          | 4 (1875, 1876, 1881, 1883)                               | 6                 |
| 20   | Portsmouth FC           | 2 (1939, 2008)                                                                          | 3 (1929, 1934, 2010)                                     | 5                 |
| 21   | Sunderland AFC          | 2 (1937, 1973)                                                                          | 2 (1913, 1992)                                           | 4                 |
| 22   | Nottingham Forest       | 2 (1898, 1959)                                                                          | 1 (1991)                                                 | 3                 |
| 23   | Bury FC                 | 2 (1900, 1903)                                                                          | 0                                                        | 2                 |
| 24   | Huddersfield Town       | 1 (1922)                                                                                | 4 (1920, 1928, 1930, 1938)                               | 5                 |
| 24   | Leicester City          | 1 (2021)                                                                                | 4 (1949, 1961, 1963, 1969)                               | 5                 |
| 26   | Oxford University       | 1 (1874)                                                                                | 3 (1873, 1877, 1880)                                     | 4                 |
| 26   | Royal Engineers         | 1 (1875)                                                                                | 3 (1872, 1874, 1878)                                     | 4                 |
| 26   | Derby County            | 1 (1946)                                                                                | 3 (1898, 1899, 1903)                                     | 4                 |
| 26   | Leeds United            | 1 (1972)                                                                                | 3 (1965, 1970, 1973)                                     | 4                 |
| 26   | Southampton FC          | 1 (1976)                                                                                | 3 (1900, 1902, 2003)                                     | 4                 |
| 31   | Burnley FC              | 1 (1914)                                                                                | 2 (1947, 1962)                                           | 3                 |
| 31   | Cardiff City            | 1 (1927)                                                                                | 2 (1925, 2008)                                           | 3                 |
| 31   | Blackpool FC            | 1 (1953)                                                                                | 2 (1948, 1951)                                           | 3                 |
| 31   | Crystal Palace          | 1 (2025)                                                                                | 2 (1990, 2016)                                           | 3                 |
| 35   | Clapham Rovers          | 1 (1880)                                                                                | 1 (1879)                                                 | 2                 |
| 35   | Notts County            | 1 (1894)                                                                                | 1 (1891)                                                 | 2                 |
| 35   | Barnsley FC             | 1 (1912)                                                                                | 1 (1910)                                                 | 2                 |
| 35   | Charlton Athletic       | 1 (1947)                                                                                | 1 (1946)                                                 | 1                 |
| 39   | Old Carthusians         | 1 (1881)                                                                                | 0                                                        | 1                 |
| 39   | Blackburn Olympic       | 1 (1883)                                                                                | 0                                                        | 1                 |
| 39   | Bradford City           | 1 (1911)                                                                                | 0                                                        | 1                 |
| 39   | Ipswich Town            | 1 (1978)                                                                                | 0                                                        | 1                 |
| 39   | Coventry City           | 1 (1987)                                                                                | 0                                                        | 1                 |
| 39   | Wimbledon FC            | 1 (1988)                                                                                | 0                                                        | 1                 |
| 39   | Wigan Athletic          | 1 (2013)                                                                                | 0                                                        | 2                 |
| 46   | Queen's Park            | 0                                                                                       | 2 (1884, 1885)                                           | 2                 |
| 46   | Birmingham City         | 0                                                                                       | 2 (1931, 1956)                                           | 2                 |
| 46   | Watford FC              | 0                                                                                       | 2 (1984, 2019)                                           | 2                 |
| 49   | Bristol City            | 0                                                                                       | 1 (1909)                                                 | 1                 |
| 49   | Luton Town              | 0                                                                                       | 1 (1959)                                                 | 1                 |
| 49   | Fulham FC               | 0                                                                                       | 1 (1975)                                                 | 1                 |
| 49   | Queens Park Rangers     | 0                                                                                       | 1 (1982)                                                 | 1                 |
| 49   | Brighton & Hove Albion  | 0                                                                                       | 1 (1983)                                                 | 1                 |
| 49   | Middlesbrough FC        | 0                                                                                       | 1 (1997)                                                 | 1                 |
| 49   | Millwall FC             | 0                                                                                       | 1 (2004)                                                 | 1                 |
| 49   | Stoke City              | 0                                                                                       | 1 (2011)                                                 | 1                 |
| 49   | Hull City               | 0                                                                                       | 1 (2014)                                                 | 1                 |

## Parrainage

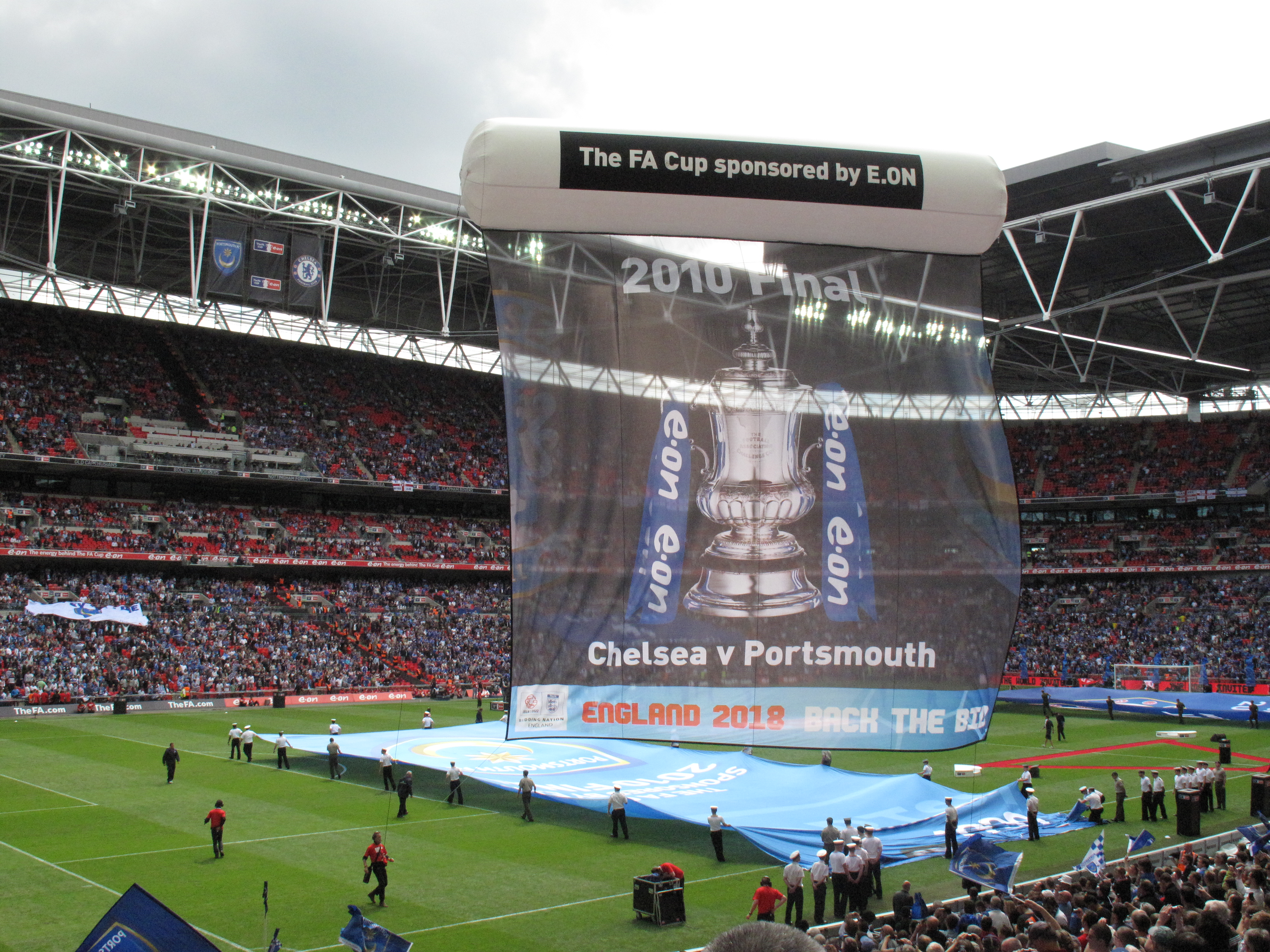
Cérémonie d'avant-match de la finale de la FA Cup 2010, montrant le parrainage de E.ON

Depuis la saison 1994-1995, la FA Cup est sponsorisée. Cependant, pour protéger l'identité de la compétition, son nom a toujours inclus "The FA Cup" en plus du nom du sponsor, contrairement au parrainage de la League Cup où le mot « cup » est seulement précédé par le nom du sponsor. Les accords de parrainage durent quatre ans, cependant, comme dans le cas du partenariat avec E.ON, une extension d'un an peut être convenue.
Ci-dessous une liste des sponsors et du nom donné à la compétition :
| Période   | Sponsor           | Nom de la compétition               |
| --------- | ----------------- | ----------------------------------- |
| 1871-1994 | Pas de sponsor    | The FA Cup                          |
| 1994-1998 | Littlewoods Pools | The FA Cup sponsored by Littlewoods |
| 1998-2002 | AXA               | The AXA-Sponsored FA Cup            |
| 2002-2006 | Pas de sponsor    | The FA Cup                          |
| 2006-2011 | E.ON              | The FA Cup sponsored by E.ON        |
| 2011-2014 | Budweiser         | The FA Cup with Budweiser           |
| 2014-2015 | Pas de sponsor    | The FA Cup                          |
| 2015-     | Emirates          | The Emirates FA Cup                 |

D'août 2006 jusqu'en 2013, Umbro fournit les ballons officiels des matchs de FA Cup. Depuis mars 2013, Nike fournit les ballons officiels.

## Logos

2006-2011
2011-2014
2014-2015
2015-2020
2020-

## Médiatisation
En France, la FA Cup est diffusée sur France Télévisions de 2008 à 2012. Depuis 2012, elle est diffusée sur beIN Sports.